# Marshallton (Delaware)
Marshallton es un área no incorporada ubicada en el condado de New Castle en el estado estadounidense de Delaware. Marshallton se encuentra ubicada a 8 km de Wilmington.

## Geografía
Marshallton se encuentra ubicada en las coordenadas 39°43′32″N 75°39′15″O / 39.72556, -75.65417.